# Gromiidea
Gromiidea es un pequeño grupo de protistas ameboides con filopodios ramificados o reticulopodios pertenecientes al filo Cercozoa. Comprende dos subgrupos:
- Reticulosida incluye amebas desnudas con reticulopodios que contienen extrusomas. La célula es multinucleada, presenta dos centriolos y mitocondrias con crestas planas.[2]

- Gromida incluye amebas con testa de material orgánico de color marrón y opaco, con una única abertura. Los filopodios están ramificados, pero sin citoplasma granulado. La célula es multinucleada y presenta mitocondrias con crestas tubulares. Las células dispersivas y los gametos son flagelados.[3][4]